# 日蓮宗宗門史跡
日蓮宗宗門史跡（にちれんしゅうしゅうもんしせき）は、日蓮宗が指定した日蓮宗の宗史上重要な史跡。

## 一覧
- 常陸の湯（妙徳寺）　茨城県水戸市加倉井町
- 日澄寺 　千葉県鴨川市天津
- 常照寺 　京都府福知山市菱屋町
- 妙蓮寺 　千葉県鴨川市小湊
- 日蓮聖人配流の地 川奈の霊場（蓮慶寺）　静岡県伊東市川奈
- 花房蓮華寺跡（蓮華寺）　千葉県鴨川市花房
- 日像上人北陸弘通最初法難の霊地・祐乗道乗殉難の地（本土寺）　石川県鹿島郡鹿西町
- 日像上人北陸弘通最初法難の霊地（本山 滝谷妙成寺）　石川県羽咋市滝谷町
- 日蓮聖人御遊学の霊地（蓮長寺）　奈良県奈良市油阪町
- 日蓮聖人着岸の霊地 番神堂（妙行寺）　新潟県柏崎市西本町
- 思親の霊地（實相寺）　新潟県佐渡市市野沢
- 車返霊場（日蓮宗車返結社）　静岡県裾野市深良
- 南海最初の法華道場（真静寺）　高知県四万十市有岡
- 日蓮聖人御遊学 比叡山横川定光院の聖地（横川定光院）　滋賀県大津市坂本町横川
- 本國寺 　山梨県南巨摩郡身延町
- 身延南部梅平の地域（鏡圓坊）　山梨県南巨摩郡身延町
- 名瀬妙法寺　神奈川県横浜市戸塚区
- 日蓮聖人御着岸の霊地（本行寺）　新潟県佐渡市松ヶ崎
- 日持上人開教及び奥羽二州触頭 法華寺（法華寺）　北海道松前郡松前町
- 日親上人誕生と出家の地 妙宣寺とその周辺（妙宣寺）　千葉県山武市埴谷
- 西国弘通最初の法華道場（妙本寺）　岡山県加賀郡吉備中央町
- 日親上人西国布教の道場（常國寺）　広島県福山市熊野町
- 日蓮宗最古の法華堂（遠照寺）　長野県伊那市高遠町

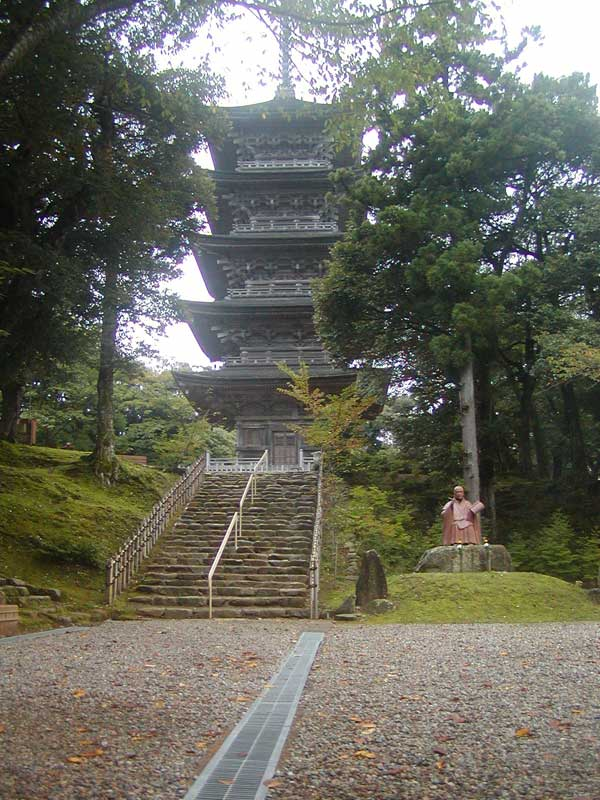
妙成寺五重塔

## 参考資料
- 日蓮宗妙福寺
- 『日蓮宗名簿』令和3年度版/日蓮宗宗務院 監修/日蓮宗 発行/令和4年4月1日